# Domínio principal
Em álgebra abstracta, um domínio principal (ou domínio de ideais  principais, ou DIP) é um domínio de integridade onde cada ideal é um ideal principal.
Exemplos são o anel dos inteiros, todos os corpos, e os anéis de polinómios com coeficientes num corpo. Todos os domínios euclidianos são domínios principais (mas o inverso não é verdadeiro).

## Propriedades
Num domínio principal, dois elementos quaisquer têm máximo divisor comum e quase sempre têm mais do que um. Além disso, todo domínio principal é um domínio de fatoração única.